# Brassópojána
Brassópojána (románul: Poiana Brașov, németül: Schulerau), köznapi nevén Pojána (Poiana) Románia egyik legjelentősebb téli üdülőközpontja. Brassótól 12 kilométerre, a Keresztényhavas északi lábánál fekszik. Közigazgatásilag Brassó városnegyedeként tartják számon, állandó lakossága 2011-ben 386 fő volt.
Brassópojána a Románia területén elsőként alapított hegyi üdülő, és az 1950-es évektől máig az ország legnagyobb, legfejlettebb, legnépszerűbb és legdrágább téli üdülőközpontja. Területén nyolc sípálya van, melyek összesen 24 kilométert tesznek ki; ezeket hét sífelvonó látja el. A síelés mellett lehetőség van egyéb télisportok gyakorlására, túrázásra, hegyikerékpározásra, siklórepülésre, lovaglásra. Az ózondús hegyi levegőt neuraszténia, kimerültség és légúti betegségek kezelésére ajánlják.
A helyet a 14. század végén kezdték legeltetésre használni a keresztényfalvi román gazdák, majd a 15. század elején Brassó birtokába került. A 16. században mind Brassópojána, mind a Keresztényhavas a brassói szász líceum tulajdonát képezte, és idővel a városiak kedvelt kirándulóhelye lett. Maga az üdülőtelep a 20. század első évtizedeiben alakult ki, a természetjárás és a síelés térnyerésének köszönhetően. Síelőket legelőször 1895-ben említenek, a következő évtizedekben megjelentek az első épületek, az 1930-as évekre pedig már több turistaház, vendéglő, nyaraló, lakóház volt itt. Az 1950-es években átadott modern létesítmények nemzetközi szintűvé emelték az üdülőt, az 1960-as években pedig elkészült a Brassópojánát és Brassót összekötő országút, mely újabb lökést adott a fejlődésnek.
Maga a telep – a szállodák, panziók, létesítmények legtöbbje – egy kisebb medencében, az úgynevezett Felsőpojánán helyezkedik el. Ettől északra helyezkedik el a nagyrészt beépítetlen Alsópojána medencéje, délre pedig a sípályák.

## Nevének eredete
A román poiană szláv eredetű szó, mely erdei tisztást jelent. Ennélfogva a Poiana Brașov jelentése Brassó-tisztás. A magyar név a poiană fonetikus átírásából származik, és már a 15. században Polyánként ismerték a helyet. Latin nyelvű okmányokban Pratum Walachorum, vagyis Oláhok rétje, ugyanis már a középkortól román pásztorok használták legelőként a helyet.
Egyéb román elnevezései Poiana Soareului (Nap tisztása), Poiana Postăvarului (Keresztényhavas tisztása), 1950 és 1960 között pedig Poiana Stalin (Sztálin-tisztás; ugyanebben az időszakban Brassót Orașul Stalin-ként, vagyis Sztálinvárosként ismerték).
A német elnevezés (Schulerau, vagyis Diák-berek) a Keresztényhavas német nevéből ered – Schuler[gebirge], azaz Diák[havas], mivel egykoron a hegy és környéke az 1541-ben alapított brassói német tannyelvű líceum tulajdonjoga volt (lásd a Története fejezetet). Az au gyakori német földrajzi utótag „berek, vízparti terület, árterület, sziget” jelentéssel. A német név hatására a 20. századig magyarul is gyakran Schuler-rétnek nevezték.

## Földrajz

### Fekvése
Románia központi részén, a Kárpátkanyarhoz tartozó Barcasági-hegyekben helyezkedik el, Brassó városától délnyugatra. Távolsága Brassó központjától légvonalban 6, országúton 12 kilométer. Távolsága a tőle nyugatra fekvő Barcarozsnyótól 9 kilométer. Autóval mind Brassó, mind Barcarozsnyó irányából a DN1E főúton közelíthető meg. Brassóval autóbuszjárat köti össze.
Brassópojána területe – a hozzá tartozó sípályákkal együtt – 474,20 hektár. Tengerszint feletti magasságaként általában 1020, 1028 vagy 1030 métert adnak meg; ez az üdülőtelep felső részének központjára érvényes.
Az üdülőközponttól délkeletre a Keresztényhavas 1500 métert is meghaladó fő gerince magasodik, ezen alakították ki a különböző hosszúságú és nehézségű sípályákat. Az 1799 méter magas Keresztényhavas-csúcs Brassópojánától 3 kilométerre délre található.

### Domborzat és geológia
Brassópojána a Keresztényhavashoz tartozó, alacsony Pojánai-hegyek (Munții Poienii) két kisebb medencéjében fekszik. Ezek közül a délit Felsőpojánának, az északit Alsópojánának nevezik.
Felsőpojána (románul Poiana de Sus, németül Hintere Schulerau vagy Kleine Schulerau) 950–1050 méteres magasságon van. Délkeleten a Keresztényhavas fő gerincének meredek oldala magasodik, mely több mint 450 méterrel emelkedik a telep fölé. Délnyugaton az 1100 méter körüli Pisiac, a fő gerinc egyik nyúlványa határolja, nyugat felé pedig alacsonyabb vonulatok. Itt található a szállodák és sportlétesítmények legtöbbje.
Ettől északra, egy erdős nyergen túl, 890–950 méteres magasságban helyezkedik el Alsópojána (románul Poiana Mare, németül Vordere Schulerau vagy Große Schulerau), melyet nyugaton az 1000 méter körüli, bükkel borított Hosszúgerinc (Muchia Lungă, Lange Rücken) határol. A Hosszúgerinc délnyugat felé a Dosul Pleșiiben, északkelet felé pedig a Brassó felé ereszkedő Nagy-Tölgyesben (Stejerișul Mare, Große Hangestein) folytatódik. Alsópojána sokáig érintetlen volt, de a 21. század elején panziókkal, szállodákkal, sőt tömbházakkal kezdték beépíteni.
A Keresztényhavast főleg késő jura kori fehér mészkő alkotja. A Pojánai-hegyek középső részén a mészkőréteget késő krétai konglomerátum borítja, melyre a lankás helyeken – így Felsőpojána és Alsópojána medencéiben is – negyedidőszaki kavics és homok rakódott. A legutóbbi jégkorszakban a Keresztényhavas északi oldalát zárt jégtakaró borította, melynek olvadásakor Brassópojána területe mocsaras lett, ugyanis az agyagos föld nem tudta magába szívni a nedvességet. Ennek következtében nem nőtték be fák vagy bokrok; egyes részei (például az Üvegvölgy forrásának környéke) máig mocsarasok.

### Éghajlat
A környék éghajlata kontinentális. Brassópojánát középhegységi klíma jellemzi, rövid nyarakkal és hosszú, száraz telekkel. Télen az éghajlati viszonyok kedvezőek a téli sportok gyakorlásához, az év többi részében pedig a túrázáshoz. Az évi átlagos napfénytartam 1800 óra; a derült ég főként az őszi és a téli évszakra jellemző.
| Hónap                                         | Jan.  | Feb.  | Már.  | Ápr. | Máj. | Jún. | Júl. | Aug. | Szep. | Okt. | Nov.  | Dec.  | Év    |
| --------------------------------------------- | ----- | ----- | ----- | ---- | ---- | ---- | ---- | ---- | ----- | ---- | ----- | ----- | ----- |
| Rekord max. hőmérséklet (°C)                  | 17,5  | 15,5  | 21,0  | 22,3 | 24,2 | 28,6 | 31,5 | 31,3 | 24,5  | 25,8 | 21,4  | 15,4  | 31,5  |
| Átlagos max. hőmérséklet (°C)                 | 1,0   | 2,9   | 5,9   | 12,1 | 16,7 | 20,1 | 22,6 | 22,0 | 17,0  | 13,2 | 6,7   | 0,3   | 11,8  |
| Átlaghőmérséklet (°C)                         | −2,9  | −1,0  | 1,2   | 6,8  | 11,5 | 14,9 | 17,3 | 16,5 | 11,3  | 7,8  | 2,8   | −3,1  | 7,0   |
| Átlagos min. hőmérséklet (°C)                 | −6,7  | −4,8  | −3,4  | 1,6  | 6,3  | 9,8  | 12,0 | 11,0 | 6,0   | 2,5  | −1,0  | −6,4  | 2,3   |
| Rekord min. hőmérséklet (°C)                  | −22,2 | −23,0 | −13,0 | −6,2 | −2,4 | 3,4  | 5,0  | 3,0  | −1,4  | −6,5 | −15,0 | −28,6 | −28,6 |
| Átl. csapadékmennyiség (mm)                   | 50    | 47    | 52    | 71   | 82   | 127  | 125  | 81   | 112   | 66   | 50    | 37    | 899   |
| Forrás: Riscuri 10–12. o. és climate-data.org |       |       |       |      |      |      |      |      |       |      |       |       |       |

Az évi középhőmérséklet Brassópojánán 6,9 °C (ezzel szemben Brassóban 8,5 °C, a Keresztényhavas csúcsán 0 °C); hasonló érték jellemző sok más európai téli üdülőhelyre is (például Chamonix-Mont-Blanc, Cortina d’Ampezzo vagy Zakopane). Január az év leghidegebb hónapja, a napi hőmozgás télen a legkisebb. A hőmérséklet már október közepén 0 °C alá süllyedhet, és a fagypont alatti értékek egész áprilisig kitarthatnak. Mindamellett télen a hőinverzió miatt gyakran melegebb van, mint a Brassói-medencében: ilyenkor az alacsonyabb területeket köd és pára borítja, míg Brassópojánán derült és száraz idő van.
A hótakarós napok száma 93 (ezzel szemben Brassóban 63, a Keresztényhavas nagyobb magasságaiban 150–200), a hótakaró átlagos vastagsága 50 cm. A hó már októberben megérkezhet, és április közepén olvad el teljesen. Északnyugati szél az uralkodó, az átlagos szélsebesség 1,1 m/s.

### Vízrajz

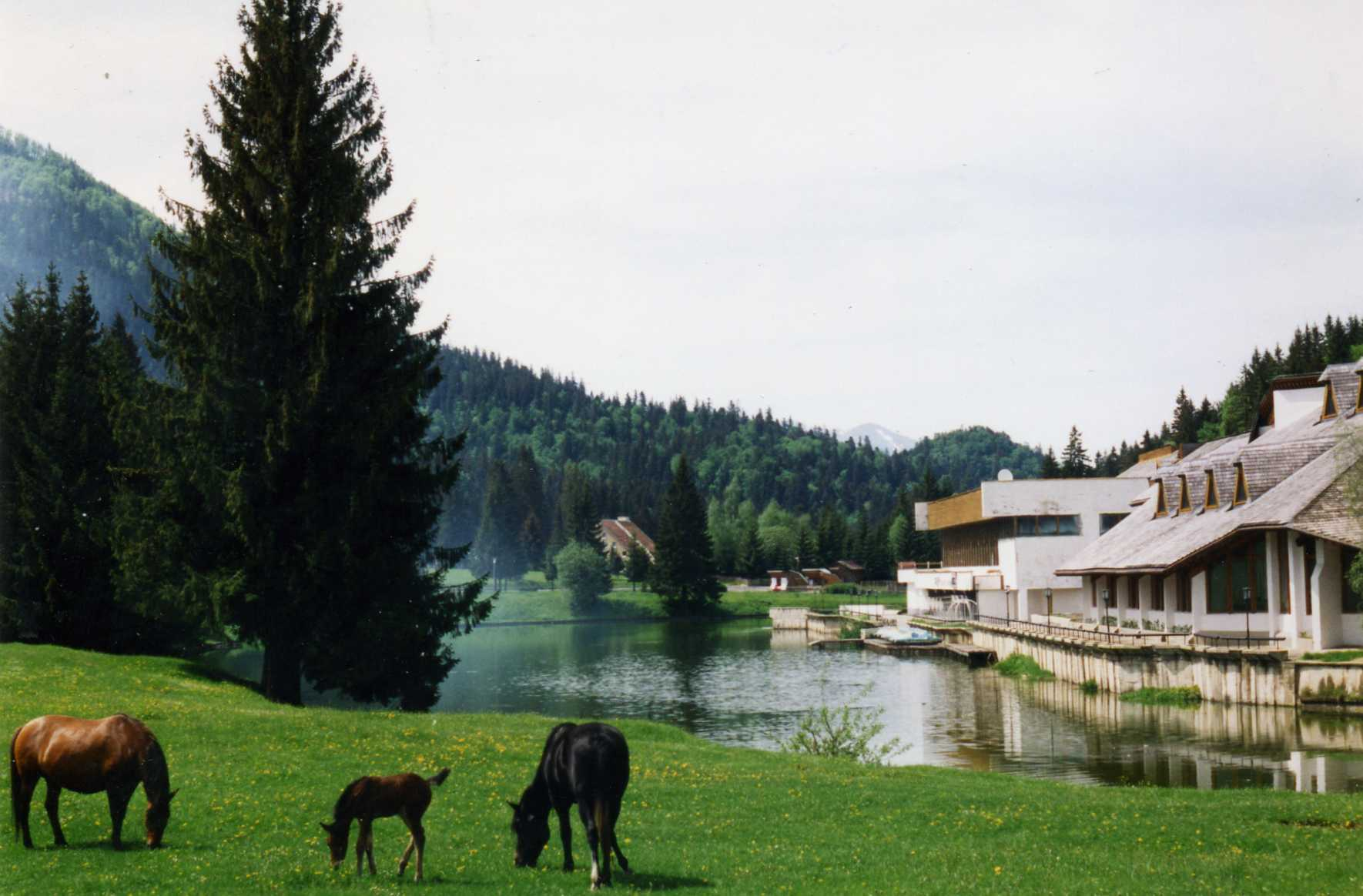
A mesterséges tó és a Miorița komplexum 1994-ben

A Pojánai-hegyek az Olt folyó vízgyűjtő területéhez tartoznak. A legtöbb patak időszakos vízjárású, vízhozamuk áprilisban a legnagyobb és nyár végén, ősz elején a legkisebb.
Felsőpojána fő vízfolyása a Valea Poienii (németül Hentschelgraben), mely az üdülőközpont és az azt körülvevő magaslatok fő vízgyűjtője: a Keresztényhavas nyugati oldalán ered, majd nyugati, délnyugati irányban folytatja útját. 1950-ben az üdülő délnyugati részén közel 1 hektáros mesterséges tóvá duzzasztották, ahol úszni és csónakázni lehetett; később ennek partján létesítették a Miorița komplexumot, majd 2006-ban a tó egy részét feltöltötték, és itt építették fel az Aurelius szállodát.
Alsópojána nyugati részén, az Orendi-domb mellett ered az Üvegvölgy (románul Valea Sticlăriei, németül Glasergraben), mely az üdülőtől 2 kilométerre nyugatra egyesül a Valea Poieniivel. Alsópojána északkeleti szélén, az úgynevezett Kocsonyarét (Poiana Junilor, Fleischerwiese) mellett ered a Szárazvölgy (Valea Seacă, Trockenes Tal), mely a Köszörű-patakba torkollik.
2011-ben egy 1,4 hektáros, 140 000 m3 térfogatú gyűjtőtavat létesítettek a Keresztényhavas oldalában, 1500 méter magasságban, mely a sípályák hóágyúihoz szolgáltatja a vizet.

### Flóra és fauna
Brassópojána területét pázsitfüvek borítják, melyek közül a veres csenkesz, cérnatippan, szőrfű az uralkodó. A virágos növények közül megemlíthető a margaréta, kárpáti harangvirág, őszi kikerics, tárnics.
Keleten, délkeleten a Keresztényhavas meredek oldalát borító lucfenyves határolja az üdülőt. Aljnövényzete szegényes, főleg páfrányokból, erdei madársóskából, fekete áfonyából áll. Nagyobb magasságokban a lucfenyők gyérebbek, borókával és havasi égerrel keverednek. Az irtásokon vadszeder és málna terem, egyes irtásokat havasi cirbolyafenyővel ültettek be. Nyugatra és északra elegyes erdők találhatók, melyekben keveredik a bükk, tölgy, jegenyefenyő, aljnövényzetükben pedig gyakori a kétlevelű csillagvirág, kankalin, erdei nefelejcs, erdélyi májvirág, berki szellőrózsa, ujjas keltike.
Az állatok közül megemlíthető a szarvas, őz, vaddisznó, medve, farkas, róka, holló, egerészölyv, a vízfolyásokban és környékükön pedig gyakori a fürge cselle és az alpesi gőte. A medvék gyakran – akár nappal is – megjelennek az üdülő területén, és több ízben a sípályák berendezéseit is megrongálták.

## Története

### Helytörténet a 19. század végéig
Elszigetelt, az útvonalaktól távol eső volta miatt Brassópojána területe egészen a 14. század végéig ismeretlen és feltáratlan volt. A helyet legelőször a 14. század utolsó évtizedeiben kezdték legeltetésre használni a keresztényfalvi román pásztorok. Keresztényfalva területén kevés legeltetésre alkalmas hely volt, a szász falu mellett letelepedő románok folyamatosan új helyeket kellett keressenek, így jutottak el egy idő után Alsópojána tisztásáig, ahova a falutól könnyű, természetes útvonal vezetett (az úgynevezett Lexen-út). A keresztényfalviak saját tulajdonuknak tekintették a tisztást, és a Keresztényhavas nevét is ez a körülmény adta.
A 15. század elején a Bolgárszegen, Brassó hegyek közé ékelődött román külvárosában lakó gazdák is felfedezték Pojánát, mikor Bolgárszegből az Oaben völgye mentén egészen a havas lábánál elterülő rétekig hajtották fel szarvasmarháikat. Itt nézeteltérésbe keveredtek a keresztényfalviakkal, hogy melyiküket illeti meg a hely. A vita évekig húzódott, mivel Brassó városi tanácsának nem sikerült olyan döntést hoznia, mely mindkét közösséget kielégítette. A peres felek végül magához Zsigmond királyhoz fordultak.

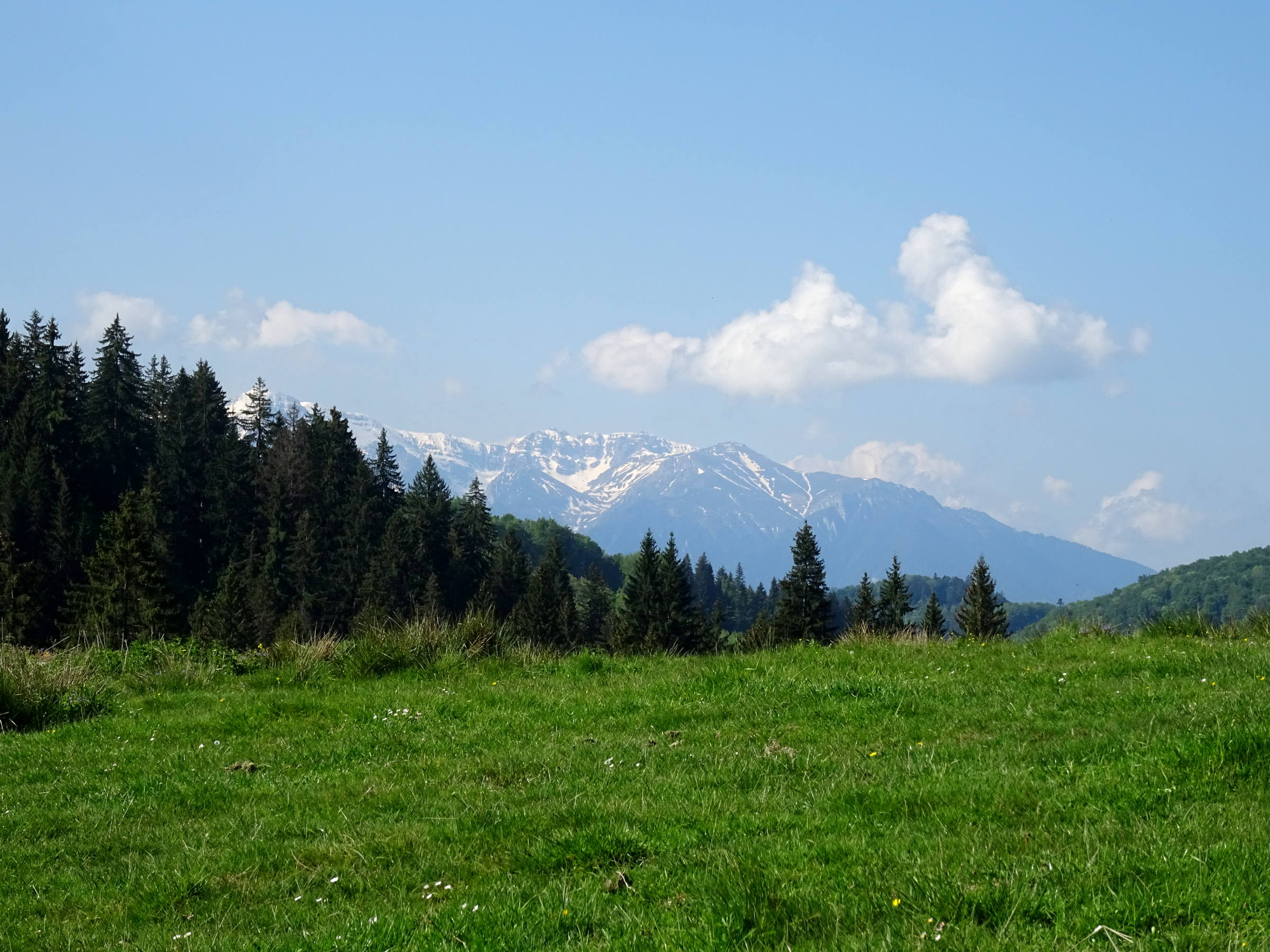
Brassópojána érintetlen környéke, a távolban a Bucsecs

Zsigmond magyar király 1426 decemberétől 1427 júniusáig udvartartásával együtt Brassóban tartózkodott, hogy megszervezze a törökök elleni védelmet. Ez idő alatt meghallgatta a panaszosokat, több Brassót és a vármegyét érintő rendeletet hozott, és országgyűlést is tartott. Mielőtt ítélkezett volna a pojánai legelő ügyében, úgy döntött, hogy személyesen látogatja meg a szóbanforgó helyet; ebből az alkalomból a városi tanács a Salamon-kőtől induló, lovak által is járható utat vágott az Oaben völgyének sziklás oldalába. A kirándulásra június 14-én került sor; a király végül Brassónak ítélte a helyet, a keresztényfalviaknak pedig kárpótlásul egy Törcsvár közeli legelőt adományozott. A kiváltságlevél Polyánként, illetve Aw-ként említi a helyet („campum et planiciem in vulgari Hungarico Polyán, in Teutonico autem Aw nuncupatam et vocatum”, vagyis „a sík mező, melyet magyarul Polyán, németül Aw néven ismernek”); ez Brassópojána területének legelső írásos említése.
Az 1000 méter tengerszint feletti magasságban fekvő Pojánán a nyár túl rövid és enyhe ahhoz, hogy gabonát termesszenek, így elsősorban legeltetésre használták: a következő évszázadokban a bolgárszegi románok transzhumáló pásztorkodásának helyszíne volt, területén havasi pásztorkunyhók álltak. A legelőket év elején osztották fel, gyakran szóbeli megállapodás alapján; a béreket és illetékeket az akkori szokások határozták meg. Nyáron szarvasmarhákat, tavasszal és ősszel juhokat legeltettek. Az állatokat az Oaben folyó völgyén hajtották, a sziklába vágott „királyi utat” hamarosan elmosták az olvadások és az árvizek.
Brassópojána következő írásos említése az 1532–1535 között keletkezett Schaffner-számlákban (Schaffner Rechnungen) található; ekkor a helyet insula vulgo Awe-ként, azaz az Awénak nevezett szigetként említik. A számlákban többek között helyi munkások fizetségét tárgyalják, akiket a városi tanács 1534 nyarán megbízott, hogy Majláth István erdélyi vajda látogatásának alkalmából javítsák ki a Salamon-kőtől induló sziklaösvényt. Majláth István 1535 augusztusában három napot töltött Pojánán családjával és barátaival a város költségén.
A 16. század elején az egész Keresztényhavas és környéke Brassó birtokába került. Thomas Tartler krónikás szerint V. Basarab havasalföldi fejedelem adományozta a területet a városnak; cserébe a szászok 1495-ben engedélyezték egy román ortodox kőtemplom (a Szent Miklós-templom) építését a város területén (ez azonban valószínűleg helytelen, ugyanis V. Basarab csak 1512-től volt fejedelem). Brassó városa a Honterus által 1541-ben alapított Studium Coronense líceumnak ajándékozta a hegyet, hogy a líceum a legelők bérbeadásából és a fakitermelésből kiegészíthesse jövedelmét. Ekkor honosodott meg a hegy német Schuler (Diák) és a tisztás Schulerau (Diák-berek) neve. Feljegyezték, hogy a diákok minden év augusztusában – más források szerint évente négyszer, a nyári hónapok első hétfőjén – kirándulást szerveztek Pojánára és a Keresztényhavasra (ad montes ire), azzal a kikötéssel, hogy az esti harangszóra visszaérjenek a városba. Bár a város a 16. század végén visszakövetelte a hegy feletti jogot, az iskolai kirándulások egészen 1716-ig folytatódtak. A túrázás során az először részt vevő fiatalokat a többiek kíméletlenül megfürdették az Oaben vizében (das Prellen und Hobeln der Füchse).

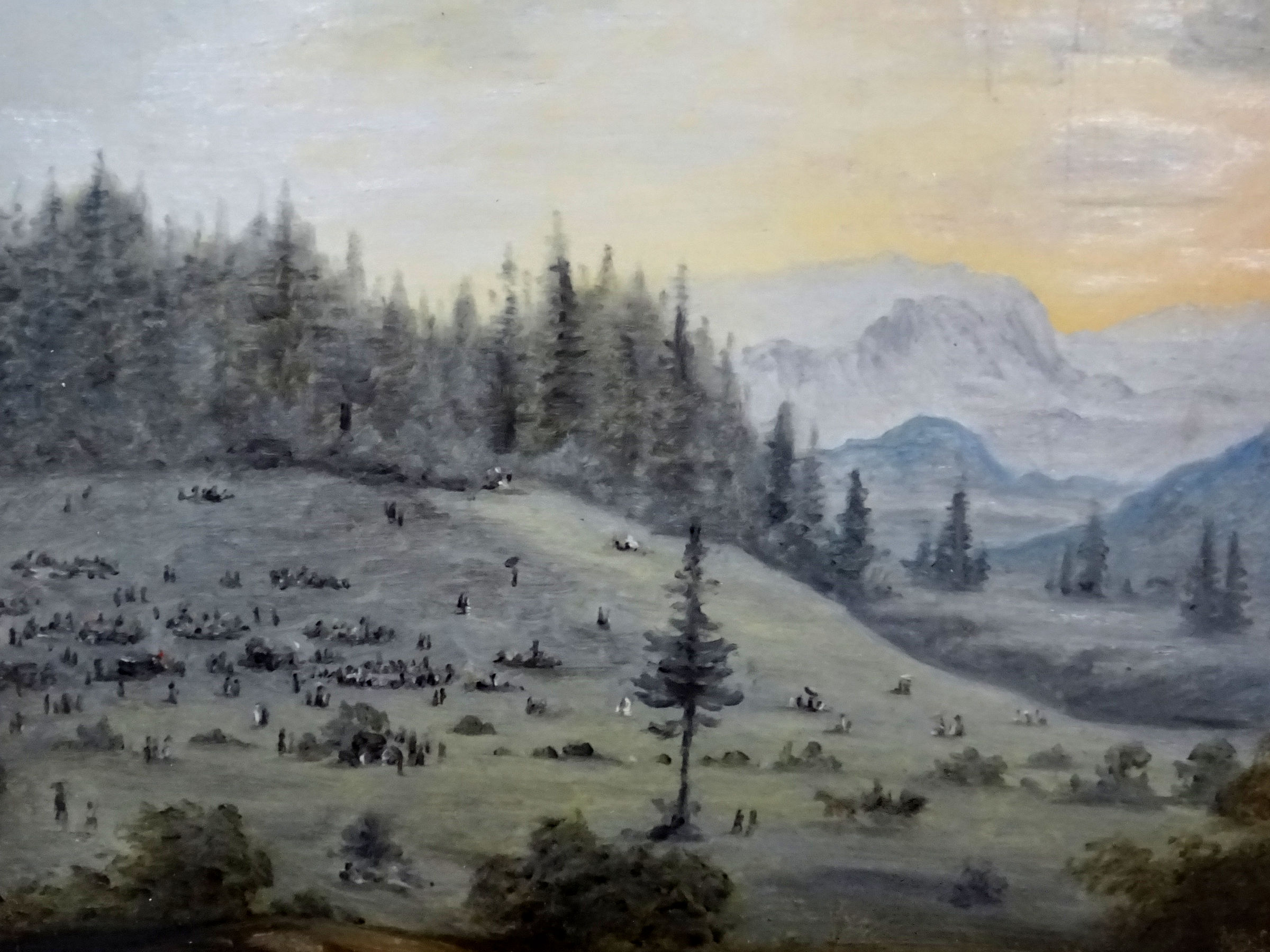
Ünnepség Brassópojánán (Mișu Popp festménye)

A 17. század végétől a szászok korlátozták a bolgárszegi románok Pojána feletti jogait, majd a 18. században kiszorították őket Pojána területéről: az öröklést megtiltották, így a legelőket fokozatosan kisajátották. A románok a Guberniumnál tettek panaszt, ami az ő javukra döntött, ám a szász városvezetés nem hajtotta végre a Gubernium rendelkezését.
A legeltetés mellett a románok népi ünnepélyeket is rendeztek Pojánán. Mișu Popp 19. századi román festő egy ilyen alkalmat örökít meg egy dátumozás nélküli tájfestményén (Sărbătoare in Poiana Brașov – Ünnepség Brassópojánán).
A 19. század közepén Orbán Balázs is meglátogatta a helyet; leírása szerint „[a] Pojána egy gyönyörű havasi láz (fensík), melynek nagy terjedelmű irtványain nyájak legelésznek szerteszét, harmonicus kolompzenéjükkel élénkitvén a lakatlan vidék egyhanguságát. A Pojána tulsó felén a Keresztyénhavasnak roppant bérczóriásai emelkednek aljuktól tetejökig ős fenyves erdők végtelen tömegétől boritva, melyeknek sötétje a Pojána világos zöld réteivel oly élénk ellentétben tünik fel. (...) Nincs vászon, a mely e roppant terjedelmű s nagyszerűségben páratlan láttért magára fogadhatná; nincs ecset, a mely azt oda varázsolni tudná; hogyan akarhatnám hát én azt szavakkal lefesteni?” Alsópojánát (vagy annak egy részét) Orbán Pojána Lubrinkának nevezi, mely „a brassai mészárosok legelőhelye”, Felsőpojánát pedig Pojána Jencselnek. Megjegyzi, hogy a keresztényhavasi kirándulás a brassóiak egyik kedvenc időtöltése.
1871-ben Johann Gött kérésére a brassói városi tanács elrendelte a Salamon-kőt és Brassópojánát összekötő Oaben-völgyi sziklaösvény kiszélesítését; a munkálatokat 1872-ben kezdte a hadsereg hegyivadász-alakulata. A középkortól egészen az 1960-as évekig az Oaben-völgy volt Brassópojána fő megközelítési útvonala; egy másik, sokkal hosszabb út a Nagy-tölgyes gerincén kanyargott. 1876-ban Maetz Károly királyi mérnök részletes térképet készített a pojánai legelők felosztásáról.

### Az üdülő kialakulása
Brassópojána üdülőtelepe a természetjárás és a síelés térnyerésének következményeként alakult ki, mely szabadidős tevékenységek a 19. század második felében lettek népszerűek Európában. Julius Römer brassói szász botanikus 1873-ban alapította meg a Siebenbürgische Alpenvereint (Erdélyi Hegymászó Egyesület), mely 1881-ben beleolvadt a Siebenbürgischer Karpatenvereinbe (SKV, Erdélyi Kárpátok Egyesület), annak brassói szakosztályaként. 1883-ban az SKV menedékházat épített a Keresztényhavason; ebből az alkalomból a csúcsra vezető ösvényeket is rendbetették, és a túrázások mind rendszeresebbek lettek. 1895-ben említik az első síelőket, és ezt az évet tekintik az üdülőtelep alapítási évének.
1906-ban készültek el az első sípályák, és hivatalosan is elismerték mint téli üdülőhelyet. A Kronstädter Schiverein síegylet, mely korábban a Postaréten és a Rakodó-völgyben gyakorolt, a Pojánára költözött. 1907-ben Alsópojánán felavatták a mai Románia területének első síkunyhóját (a jelenlegi Hotel Căprioara helyén), majd 1910-ben egy második, háromszobás menedéket. Az első hivatalos pojánai síversenyt 1909. február 14-én rendezték a Brassópojána–Nagy-függő-kő–Postarét útvonalon, az első három helyezett sorrendben Kurt Seewaldt, Willi Vogt és Emil von Bömches volt. Az 1910-es években síugrósáncokat építettek az alsópojánai Orendi és a felsőpojánai Idiotenhügel dombokon; utóbbin 1914-ben Fr. Ganzert 13,5 méteres eredményt ért el.

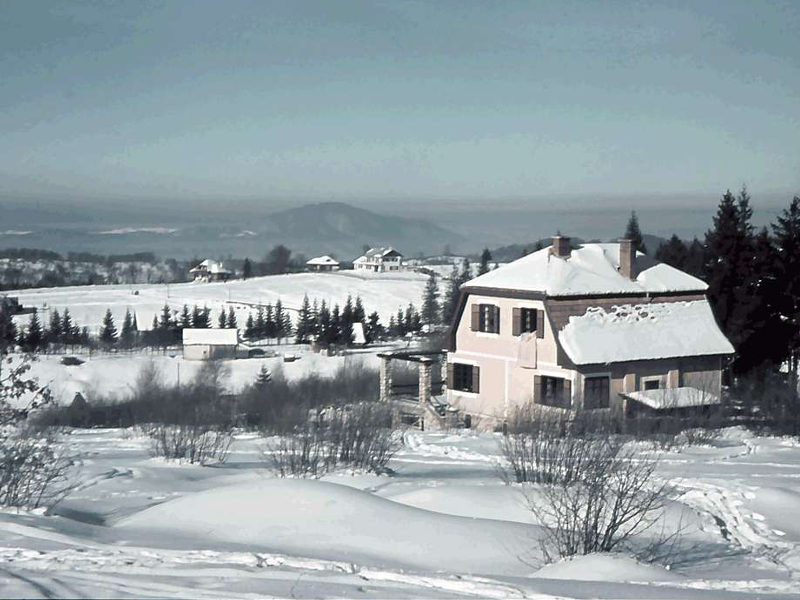
1940 körül

Az első világháború után Erdély – és így Brassó is – Románia része lett. Gustav Philippi, az SKV elnöke új épületek és létesítmények létrehozását szorgalmazta, mivel úgy vélte, hogy a háború befejeztével ugrásszerűen fog nőni a turisták száma: „Hamarosan Brassót sokkal több ember fogja meglátogatni. (...) A mi egyesületünk feladata a hegyek megnyitása új utak és turistaházak építése által.”
1919-ben a síegylet keretén belül elsősegélynyújtó csoportot alapítottak, a mai hegyimentők előfutárát. 1924-ben Albert Schuller városi főépítész tervei szerint felépült az SKV Höhenheim turistaháza (a jelenlegi Hotel Ruia helyén), melyet Brassópojána első szállodájának tekintenek. Az 1930-as évek közepén Pojána gazdag brassóiak nyaralóiból, az SKV-turistaházból és két-három vendéglőből állt, elkészültek az első kiépített sípályák, és itt volt a román cserkészek impozáns épülete is. Az első lakóház 1933-ban épült, és Radu Scârneci későbbi síbajnok volt Brassópojána legelső állandó lakosa.
Az üdülő fejlődésének a Román Cserkészszövetség által rendezett 1936-os nemzetközi dzsembori adta a következő lökést, melyen mintegy ötezer cserkész vett részt, és maga II. Károly román király is jelen volt. Ebből az alkalomból bevezették az elektromos áramot és a vizet a településre, az Oaben-völgyi ösvényt pedig ismét kiszélesítették, autók számára is járhatóvá téve. Megszervezték a tömegközlekedést is: a felújított úton 10–12 férőhelyes, lánctalpas, nyitott teherautók szállították a turistákat. A városból mind több ember költözött ide; magánházak épültek, az állandó lakosság pedig nőtt.
Az Encián folyóirat egy 1939-es száma szerint „az utóbbi évben a Pojána nagyon népes lett, főleg a vendéglők környéke, amelyek megfelelően rendesek és drágák. Nem is csoda, ha figyelembe vesszük a nagy forgalmat. Mert hiszen egy-egy szép vasárnapon egész divatbemutató vonul fel «kirándulni», aztán ellepik a kocsmákat. A vadonatúj turistaruhával, bakancsokkal, lengőtollas tiroli kalappal a jó brassóiak először a Pojánában csodáltatják meg magukat.”
A kommunista hatalomátvétel után, 1948-ban a nyaralókat és turistaházakat államosították, és az ONT (Nemzeti Turisztikai Hivatal) üdülőiként kezdték használni. A lakóházakat – egy kivételével – mind lebontották; az egyetlen fennmaradt magánház a Scârneci család 1933-ban épült otthona, mely ma is áll (str. Poiana lui Stechil 16).
1950 és 1960 között az üdülőt Poiana Stalinnak (Sztálin-tisztás) nevezték. Az Idiotenhügel dombon egy hatalmas fatábla viselte Sztálin képmását. A táblát egy idő után eltávolították; egyes visszaemlékezések szerint egy vihar döntötte le.

### A modern üdülőközpont
Két eseménynek köszönhető, hogy Brassópojána nemzetközi szintű üdülőhellyé vált: az egyik az 1951-ben rendezett IX. téli egyetemi világjátékok, melynek alkalmából modern létesítményeket építettek, a másik pedig a Brassó–Brassópojána-országút 1964-es megnyitása.
1950 júliusában nagyméretű építkezésbe kezdtek, hogy Brassópojánát – akkori nevén Poiana Stalint – előkészítsék az 1951-es diákolimpiára. Felújították a sípályákat, sportlétesítményeket építettek (többek között két síugrósáncot, egy 1640 méter hosszú bobpályát és egy 3000 férőhelyes jégpályát), és átadták a 350 ágyas Hotel Poiana szállodát, melyben a versenyek résztvevőit helyezték el. A síelőknek egy 2600 méter hosszú drótkötélpályás felvonó állt rendelkezésükre, az ország legelső sífelvonója; az üdülő délnyugati részén pedig létrehozták a közel 1 hektáros mesterséges tavat. A munkálatokat 1951 első napjaiban fejezték be, és a január 28. és február 7. között megrendezett diákolimpián 23 nemzet 415 diákja vett részt.

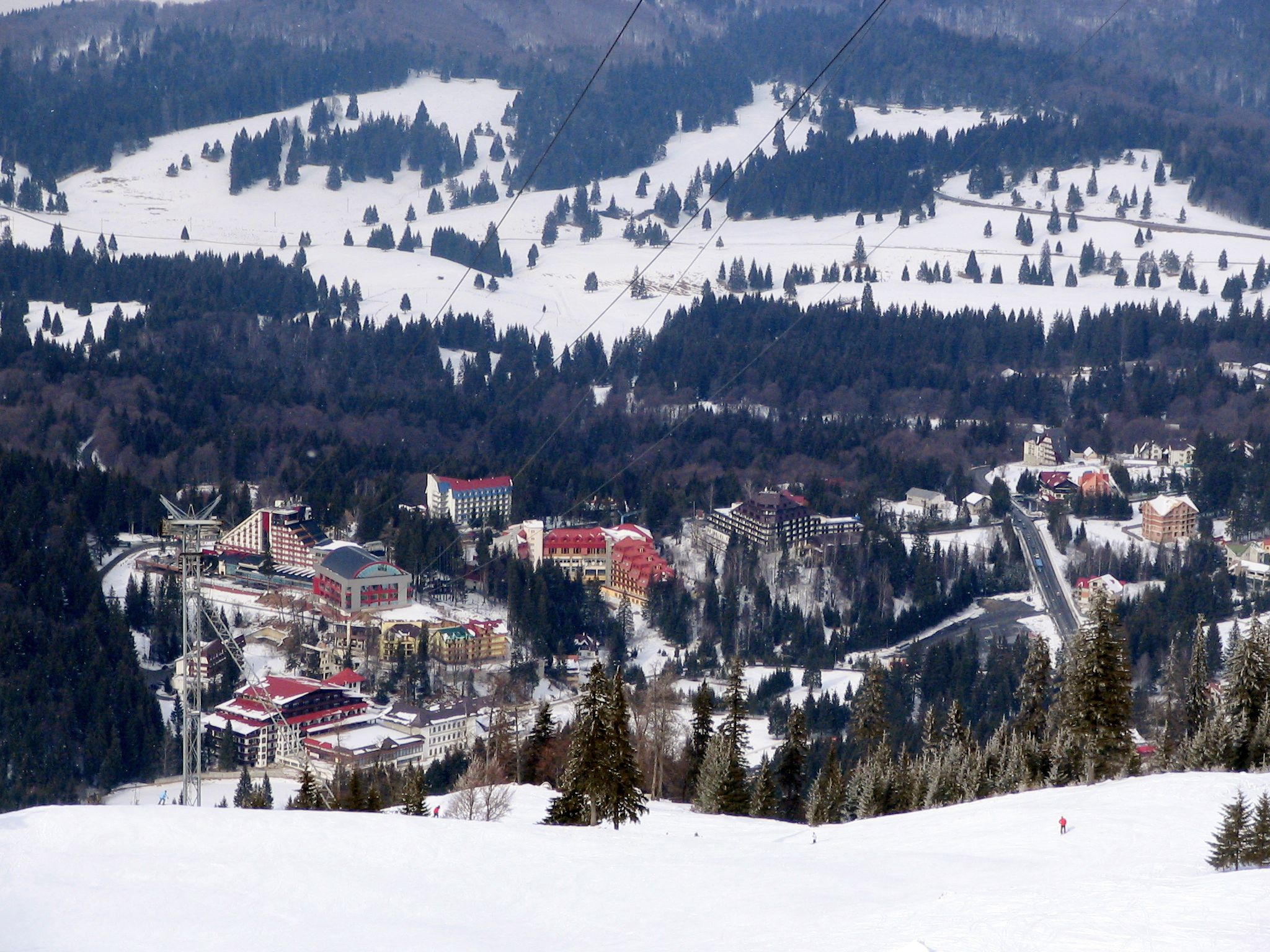
Pojána a völgyben, télen

Több létesítménynek tragikus vége lett: a Hotel Poiana 1952 januárjában leégett (mivel nagyrészt fából épült, az alapzat kivételével teljes egészében megsemmisült), a bobpályát bezárták a sorozatos balesetek miatt, a sífelvonó pedig 1966-ban leszakadt, több tucat áldozatot követelve. A hivatalos változat alapján a szálloda egy ott felejtett vasaló miatt gyúlt fel, bár egyes híresztelések szerint korrupt hivatalnokok okozták a tüzet, hogy eltüntessék az általuk elkövetett sikkasztások nyomait. Több személyt letartóztattak, de a vizsgálat eredményét sosem hozták nyilvánosságra.
Mindezek ellenére a telep töretlenül fejlődött: 1958-ban a Hotel Poianát újraépítették Hotel Sport néven, és további két szállodát (Poiana és Bradul) emeltek. Hétvégente akár tízezer turista is felkereste az üdülőt. Brassópojána keleti részén kőfejtőt létesítettek (ezt mára már elhagyták, mint ahogy a mellette létesített síugrósáncokat is), ahonnan építőanyagot nyertek a szállodákhoz és egyéb épületekhez.
A telep fejlődésével időszerű lett egy modern autóút építése az Oaben-völgyi keskeny és meredek földút helyett, és 1960-ban a brassói városháza elrendelte egy új út építését. Három különböző tervet nyújtottak be az útvonalat illetően; a harmadik változat, melyet végül elfogadtak, a Postarét környékéről indult a Warthe-domb felé, és a Nagy-tölgyes gerince mentén kanyargott, egy régi szekérutat követve. Ehhez nem volt szükség házak lebontására, nem tételezett fel bonyolult építészeti megvalósításokat, és a panorámák miatt turisztikai szempontból is értékes volt. A munkálatok 1962 utolsó negyedében kezdődtek, magát az utat pedig 1963 őszén kezdték építeni, és 1964. december 19-én avatta fel Gheorghe Gheorghiu-Dej, a Román Kommunista Párt főtitkára. 1965-ben elkészültek a töltések, védőkorlátok és a vízelvezető rendszer. 1966-ban az utat egy további 1,8 kilométeres szakasszal hosszabbították, és teljes egészében leaszfaltozták.
Az út elkészültével Brassópojána ugrásszerű fejlődésnek indult. Az 1970-es évek elején már öt szálloda, az 1980-as évek elején pedig tíz szálloda és tucatnyi panzió működött, összesen több mint 2500 férőhellyel. Sportpályákat, úszómedencét, új sípályákat és sífelvonókat építettek; orvosi rendelő, rendőrség („milícia”), postahivatal, óvoda, vadaspark, könyvtár, bevásárlóközpont, diszkó nyílt (ezek közül ma már csak a rendőrőrs működik). Pojánát számos külföldi turista látogatta, főleg németek, franciák, belgák, skandinávok. A külföldiek számára külön üzleteket („shop”-okat) és diszkókat tartottak fenn, ahol csak valutával lehetett fizetni (a kommunizmus alatt a román állampolgárok nem birtokolhattak törvényesen valutát).
Az 1989-es rendszerváltás további lendületet adott a fejlesztéseknek: számos új panzió, villa, üdülőház épült, új utcákat hoztak létre, a sípályákat és a hozzájuk tartozó felszereléseket pedig európai szintre emelték. Az 1990-es évek végén felépült ortodox temploma és kolostora.
2004-ben itt tartották a NATO védelmi minisztereinek megbeszélését. 2013. február 17. és 22. között itt rendezték a XI. Téli Európai Ifjúsági Olimpiai Fesztivál egyes versenyszámait (alpesisí, műkorcsolya, gyorskorcsolya) és záróünnepségét. Ebből az alkalomból felújították és kibővítették a síterületet, és egy új korcsolyapályát építettek.

## Leírása
A legtöbb szálloda, villa, sportlétesítmény Felsőpojánán található. Az épületek legtöbbje modern, a hegyi üdülőkre jellemző stílusban épült. Kevés utcája van, a szállodák és panziók erdősávok által elválasztott kisebb tisztásokon helyezkednek el, így is erősítve a hegyi üdülői hangulatot. A telep központjának a mesterséges tó („Miorița-tó”) környékét tekintik (templom, rendőrség, buszmegálló); főutcája a str. Poiana Soarelui.

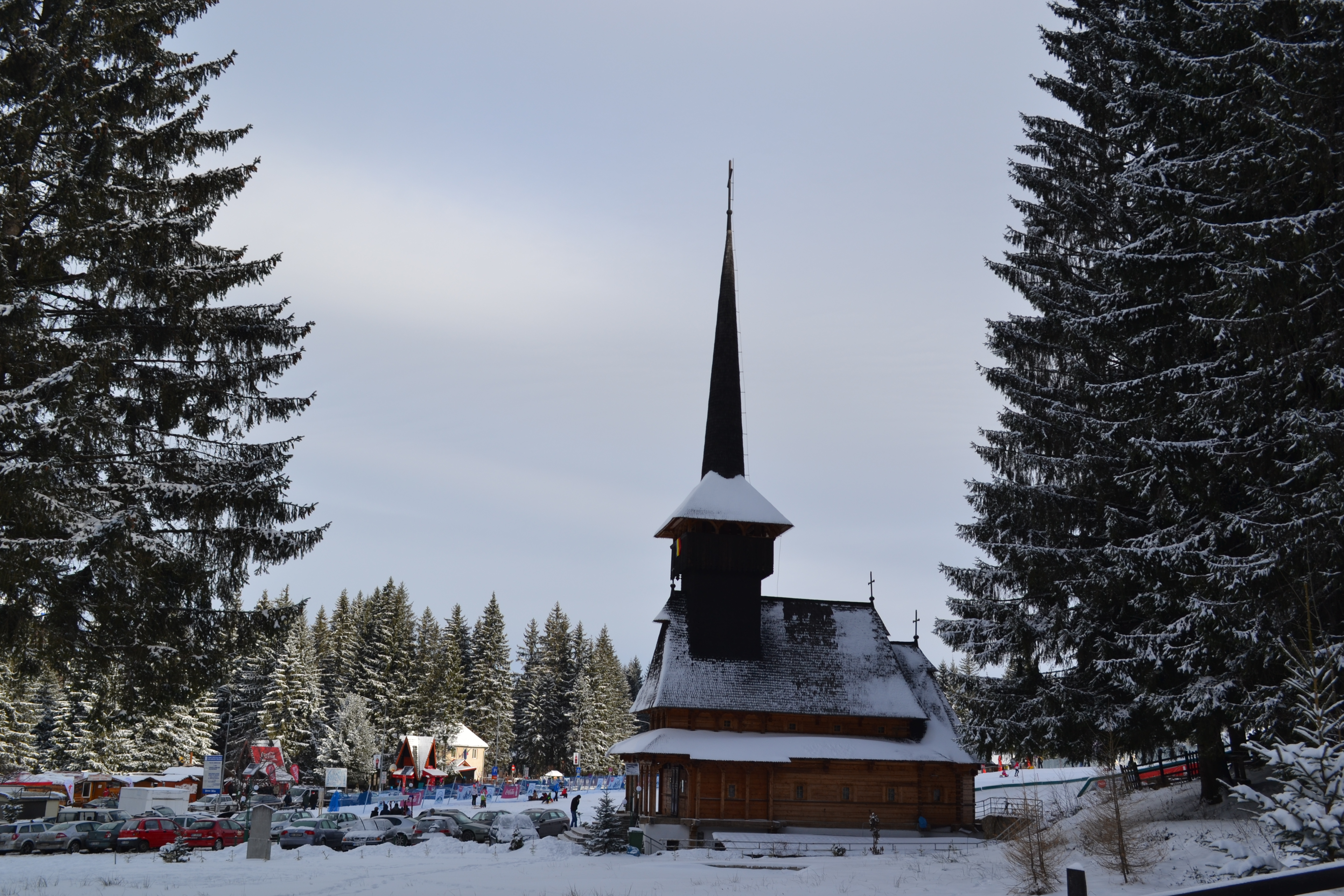
A templom

A nagy hotelek főként az említett központtól északnyugatra és délkeletre helyezkednek el; északkelet felé kisebb szállodák és panziók épültek. A sípályák, sífelvonók és egyéb sportlétesítmények az üdülő déli részén vannak; a keleti tisztásokon voltak egykoron a síugrósáncok.
Alsópojána területe nagyrészt beépítetlen, bár 2000 után több nagyszabású épületet – parkolóházat, sőt egy 2,5 hektáros panelnegyedet – is építettek.

### Látnivalók
Az üdülőtelep területén az egyetlen jelentősebb látnivaló a Keresztelő Szent János ortodox fatemplom és kolostor. 1997–1999 között építették a máramarosi templomokéra emlékeztető stílusban, harangtornya nyugati oldalán található. A kolostor cellái az alagsorban vannak, 2010-ben négy szerzetes lakott itt.
A Bradul (Fenyő) sípálya mellett látható Liviu Cornel Babeș antikommunista mártír emlékműve. Babeș a kommunista rendszer elleni tiltakozásként 1989 márciusában ezen a helyen felgyújtotta magát, és néhány órával később meghalt. Az eseménynek több külföldi turista is szemtanúja volt, így a nemzetközi közvélemény is értesült az esetről.

### Népesség
2011-ben 386 lakosa volt, ez Brassó lakosságának 0,15 százaléka. 328 fő vallotta magát románnak, 18 magyarnak, 5 németnek; 35 más nemzetiségű, vagy nem nyilatkozott. A népesség növekedik, ám öregszik.
| Évszám | Népesség | 0–14 éves | 15–59 éves | 60+ éves | Férfi | Nő  |
| ------ | -------- | --------- | ---------- | -------- | ----- | --- |
| 2002   | 350      | 52        | 281        | 17       | 174   | 176 |
| 2011   | 386      | 44        | 296        | 46       |       |     |

Forrás: Strategie 19. és 33. o.

### Közlekedés
Maga az üdülőtelep gyalogosan könnyen, egy óra alatt bejárható. Brassóval és Barcarozsnyóval a DN1E másodrendű főút köti össze, vasúti összeköttetés nincs. Brassóból a 20-as jelzésű autóbusz 20 percenként indul Pojána irányába, végmegállója a telep központjában van.
Felsőpojánán 800 parkolóhely áll rendelkezésre. 2017-ben felavattak egy 400-nál is több férőhelyes parkolóházat Alsópojánán – innen autóbuszok viszik a turistákat a sípályákig –, azonban az autósok alig használják.

## Turizmus
Brassópojána a Románia területén elsőként alapított hegyi üdülő, és az 1950-es évektől máig az ország legnagyobb, legfejlettebb, legnépszerűbb és legdrágább téli üdülőközpontja. A 2010-es évek közepén a téli szezonban havonta átlagosan 80 000 turista látogatta meg, és havi félmillió lesiklást tartottak számon. A síelés mellett lehetőség van egyéb télisportok gyakorlására, túrázásra, hegyikerékpározásra, siklórepülésre, lovaglásra. Az ózondús hegyi levegőt neuraszténia, kimerültség és légúti betegségek kezelésére ajánlják.

### Síelés

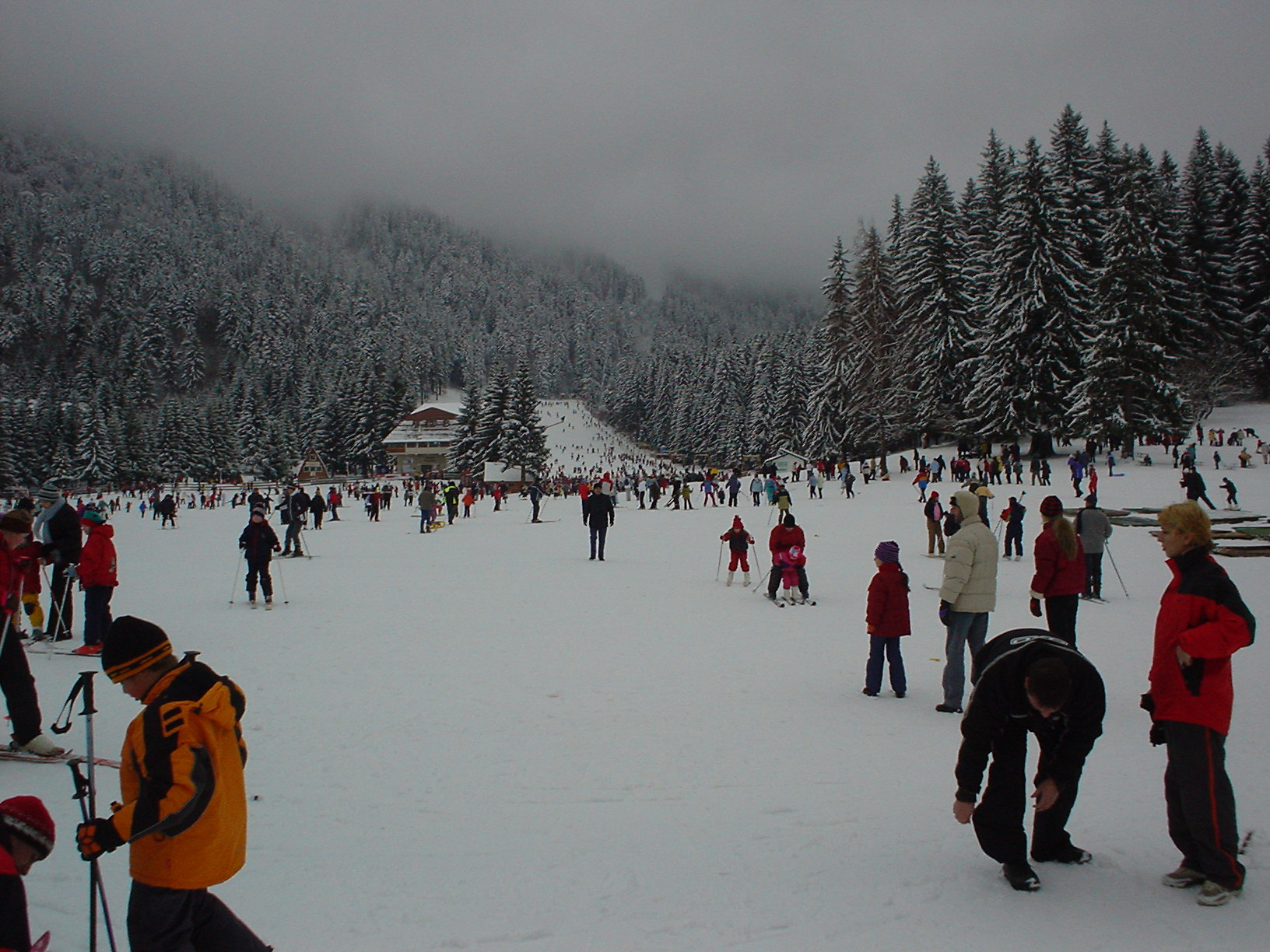
Síelők

Az első épített sípályákat az 1930-as években létesítették: 1936-ban létrehozták a Drumul Familial (Családi út), 1937-ben a Sulinar, 1938-ban a Drumul Roșu (Vörös út), 1939-ben a Stechil-rét–Bolgárszeg pályákat. Jelenleg hét karbantartott pálya van, melyek – variánsokkal együtt – összesen több mint 20 kilométert tesznek ki. A sípályák neveinek nincs meghonosodott magyar változata.

#### Karbantartott sípályák
- Stadion – a telep legrövidebb és legkönnyebb pályája; főleg gyerekek használják, akik itt sajátítják el a síelés, hódeszkázás és a sílift használatának alapjait.[56]
- Bradul – a hasonló nevű szálloda mellett létesített, könnyű, 430 méter hosszú pálya; az egyetlen, melynek van éjszakai világítása.[57]
- Drumul Roșu – 5,8 kilométeres hosszával a 2010-es években Románia leghosszabb sípályája; variánsai további 3 kilométert tesznek ki.[58] Neve („vörös út”) onnan ered, hogy egy korábban létesített, vörös kereszttel jelölt turistaút közelében húzódik (lásd alább). 1938-ban létesítették; már ekkor úgy tervezték a kialakítását, hogy a telepet és a Keresztényhavas-csúcsot összekötő autóút alapja legyen.[11] Népszerű, könnyű-közepes pálya. Szinte végig fenyőerdőben halad, a többi pályával ellentétben, melyek nagy nyitott térségeket szelnek át.[59]
- Sulinar – a legrégebben létesített, máig használatban levő pálya; első változatát 1937-ben építették ki.[32] Hossza 2,82 kilométer, variánsai 2,7 kilométert tesznek ki.[58] Az egykori Cristianul Mare menedékház környékéről indul, majd a síterület keleti határát követi. Közepesen nehéz pálya néhány nehéz szakasszal (Zidul Mare, Zidul Mic), melyeket azonban meg lehet kerülni. A Kárpátok egyik legszebb pályájaként tartják számon.[59]
- Ruia–Subteleferic – két pálya, a nehéz Ruia és a közepes Subteleferic összevonásából keletkezett.[m 4] Hossza 2,2 kilométer.[57]
- Kanzel – a legmagasabban fekvő pálya, a hó itt olvad el a legkésőbb.[59] A csúcs közeléből indul, és a Sulinarba torkollik, hossza 800 méter.[58]
- Lupului – az egykori Cristianul Mare menedékház környékéről indul, majd a síterület keleti határát követi, hossza 2,6 kilométer. A legnehezebb pályaként tartják számon, leghírhedtebb része az S-ul mare (Nagy S), melyet nem is nyitnak meg minden évben.[58]

#### Megszűnt és használaton kívüli pályák
- Camelia – az egykori Vila Camelia és a központ között húzódott (megközelítőleg a jelenlegi Fântânița Călugărului utca mentén), a telep legkönnyebb pályájaként tartották számon.[59] A területet beépítették.
- Trambuline – a régi kőfejtő melletti síugrósáncokhoz tartozó pályák;[59] a területet részben beépítették, és egy aszfaltút is átszeli (str. Poiana lui Stechil).
- Slalom Special – a telep legnagyobb átlagos meredekségű (38%) pályája volt, hossza 300 méter, éjszakai világítás és két sílift is tartozott hozzá.[59] A Tejbarlang környékéről indult, az irtás még mindig jól kivehető az erdőben.
- Drumul Familial – egykoron a telep leghosszabb pályája (5 kilométer), könnyű pályaként tartották számon. A Römer-menedékháztól indult, és a jelenlegi sárga sávval jelölt turistautat követte a Ruja-réten és a Drester-tisztáson át a kőfejtőig.[59]

#### Sífelvonók
Brassópojánán tíz drótkötélpályás felvonó működik. Ezeken kívül felvonóik voltak a megszűnt Camelia és Slalom Special pályáknak is.
- Capra Neagră – Brassópojána központjából induló és a Keresztényhavas-csúcsig, a Kanzel pálya kezdőpontjáig közlekedő kabinos felvonó. Nyáron is közlekedik.
- Kanzel – a telep déli részén, a sportstadion közeléből induló és a Keresztényhavas-csúcsig, a Drumul Roșu kezdőpontjáig közlekedő kabinos felvonó. Nyáron is közlekedik.
- Postăvarul Express – szintén a sportstadion közeléből induló, az egykori Cristianul Mare menedékházig, a Sulinar, Ruia–Subteleferic, Lupului kezdőpontjáig közlekedő gondola-lift.
- Ruia, Lupului – székes felvonók.
- Stadion, Bradul, Ruia, Subteleferic, Kanzel – síliftek.

### Túrázás
Brassópojánáról 13 jelölt gyalogos turistaút indul; ezeken kívül két további út áthalad az üdülő területén.

#### A Keresztényhavas felé induló útvonalak

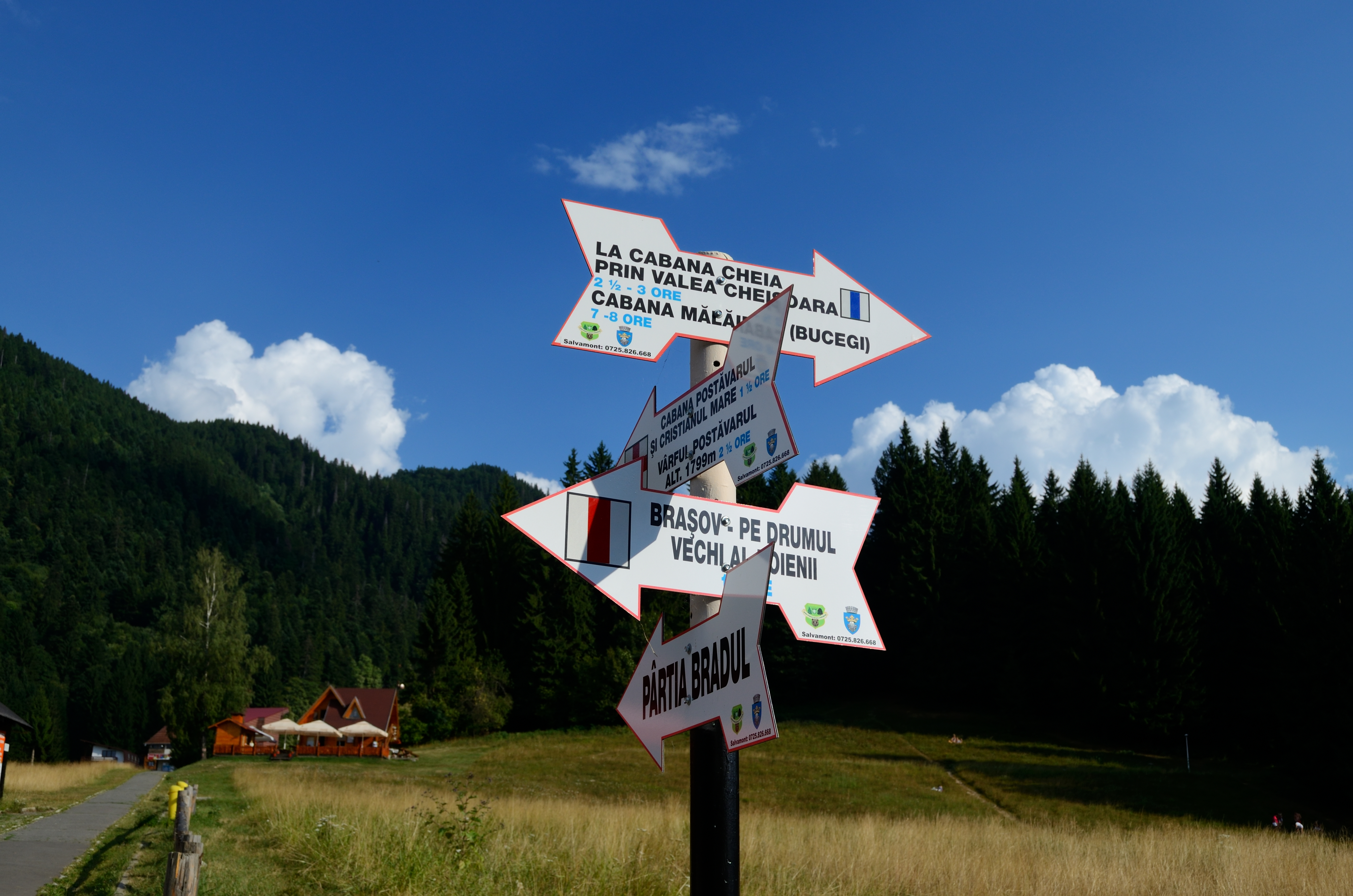
Útjelző táblák

- Brassópojána – Farkas-árok – Schuler-menedékház – Keresztényhavas csúcsa, az úgynevezett „vörös út”. A hegység egyik legrégebbi ismert útja, az SKV korszerűsítette az 1880-as években. Hossza 6 kilométer, szintkülönbsége 780 méter. Környékén létesítették a Drumul Roșu sípályát, mely többször keresztezi az ösvényt.
- Brassópojána – Padina Lăutei – Schuler-menedékház, az úgynevezett „Römer-út”. A vörös úthoz hasonlóan szintén eljut a menedékházig, de a sípályáktól nyugatra, sűrű erdőben húzódik.
- Brassópojána – Sulinar – Krukk-gerinc. A Sulinar sípálya mellett húzódik. Érinti a brassópojánai hegyimentő központot, mely az elsőként alapított ilyen létesítmény Romániában (1933).
- Brassópojána – Tejbarlang – Krukk-gerinc. A régi kőfejtő után a meredek Schmauz-árkon kapaszkodik fel a Drester-tisztásig, majd szintvonalon halad a Tejbarlangig, utána a gerincig.

#### Brassó felé induló útvonalak
- Brassópojána – Salamon-kő, az úgynevezett „Lehmann-út”. A régi Oaben-völgyi sziklaösvény, mely fél évezreden keresztül Brassópojána fő megközelítési útvonalaként szolgált.
- Brassópojána – Poiana Nisipului – Vizesvölgy.
- Brassópojána – Nagy-függő-kő – Brassó (Postarét). A Oaben-völgyi ösvényhez hasonlóan a régi időktől kezdve ismert volt, de annál sokkal hosszabb; főleg szekerek használták. Közelében húzódik a DN1E főút.
- Brassópojána – Vizesvölgy – Brassó (Rakodó-negyed).

#### Nyugatra, a Pojánai-hegyekbe induló útvonalak
- Brassópojána – Ördögárok – Cheișoara. Szinte teljes hosszában a Valea Poienii patakot követi; egyes szakaszokon a mederben kell menni, és magas vízhozamnál (például olvadásnál) nem járható.
- Brassópojána – Poiana Aviatorilor – Barcarozsnyó.
- Brassópojána – Lexen-út – Keresztényfalva.
- Brassópojána – Arany-lik – Cheișoara. Vadregényes, keskeny, sűrű erdőben és sziklák mellett húzódó ösvény.
- Brassópojána – Poiana Cerbului – Piscul Lung.

#### Brassópojánán áthaladó útvonalak
- Salamon-kő – Schuler-menedékház – Predeál, az úgynevezett „sárga út”. Keletről kerüli meg Brassópojánát, érinti a keresztényhavasi menedékházat, majd a meredek délkeleti oldalon ereszkedik Predeál felé. Télen lavinaveszély miatt nem járható.
- Salamon-kő – Üvegvölgy – Barcarozsnyó. Hosszú de könnyű út, belőle ágazik el a bálványkői ösvény.

### Egyéb sportok

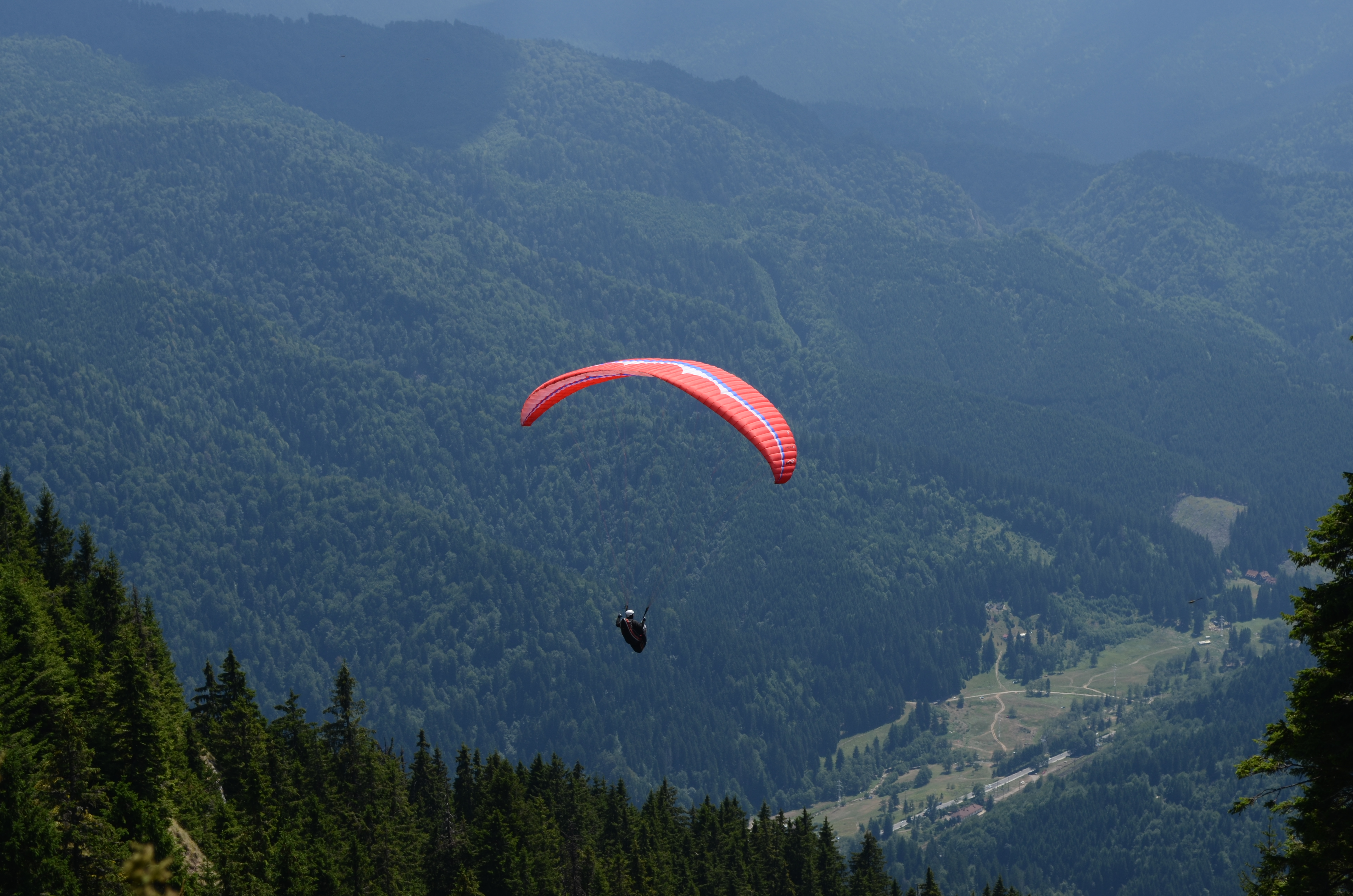
Siklóernyő

A síelés és a gyalogos túrázás mellett a környéken számos lehetőség van sportolásra:
- korcsolyázás, szánkózás
- terepfutás, kocogás
- kerékpározás, hegyikerékpározás
- siklórepülés
- lovaglás
- célbalövés
- atlétika, labdarúgás, röplabda, tenisz stb. az ezekre létesített pályákon
- A 20. század második felében úszni és csónakázni is lehetett fedett medencékben, és/illetve a mesterséges tavon. Később a medencéket megszüntették, a tó egy részét pedig 2006-ban feltöltötték,[19] így ezek a lehetőségek már nem adottak.

### Terápia
Brassópojána középhegységi éghajlata a hely legfontosabb gyógyító tényezője. A fő éghajlati paraméterek egy üdítő, serkentő bioklímát eredményeznek, melyet kellemes hőmérséklet, kis hőingadozás, sok napsütés, tiszta, ózondús, negatív ionokban gazdag levegő jellemez. E természeti feltételek kedveznek a fizikailag és szellemileg kimerült szervezet felépülésének, továbbá egyes betegségek kezelésének (például légúti fertőzések, asztma, vérszegénység, pajzsmirigy-túlműködés).

## A kultúrában

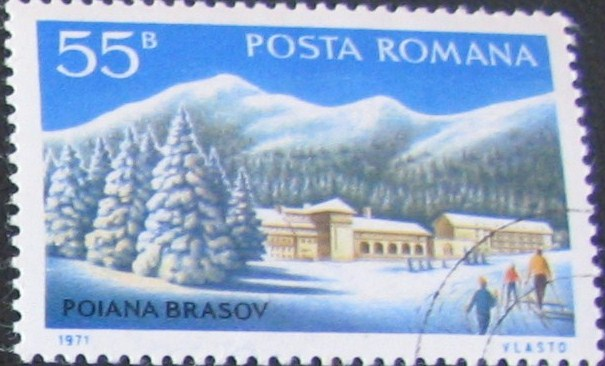
1971-ben kiadott román postabélyeg

- A környéken játszódik Mihail Sebastian Accidentul című, 1940-ben kiadott regénye cselekményének nagy része[63] (magyarul Menedék címen jelent meg).[64]
- 1964-ben itt forgatták a Dragoste la zero grade román romantikus filmet.[39]
- 1971-ben a Román Posta 55 banis bélyeget bocsátott ki Brassópojánáról.[65]